# Francesc Xavier Arnau i Grabalosa
Francesc Arnau i Grabalosa (Les Planes d'Hostoles, Garrotxa, 23 de maig de 1975 - Oviedo, Astúries, 22 de maig de 2021) fou un futbolista professional català, que va jugar com a porter del primer equip del FC Barcelona entre els anys 1998 i 2001. El seu últim club va ser el Màlaga CF, on va jugar 10 anys, en va ser capità i el jugador que més anys havia estat a l'equip. Des del desembre del 2019 era el director esportiu del Real Oviedo.

## Carrera esportiva

### FC Barcelona
Format al planter del Barça, Arnau va debutar al futbol professional la temporada 94-95 amb el Futbol Club Barcelona C. La temporada següent va pujar al segon equip del Futbol Club Barcelona. Aquella temporada va jugar 36 partits i va rebre 60 gols a Segona Divisió.
En la 96-97 va jugar 34 partits i li van fer 10 gols menys que l'any anterior. Així i tot, va baixar a 2a Divisió B. Aquesta temporada ja va tenir la seva oportunitat en el primer equip i va poder jugar un partit, però hi va encaixar 3 gols. Va seguir en el filial del Barcelona fins a la temporada 1998-1999, quan va jugar un partit, rebent un gol. Aquesta lliga la va guanyar el FC Barcelona, obtenint així el primer títol en el seu currículum. També, aquella temporada, va ser seleccionat per a jugar l'Europeu Sub-21, que Espanya va guanyar.
La temporada següent va jugar 16 partits al primer equip, rebent 19 gols. La següent temporada va estar com a porter suplent i va jugar 6 partits encaixant 9 gols. Durant la seva estada al primer equip fou porter suplent de Vítor Baía, Ruud Hesp i Pepe Reina durant diverses temporades, en què també va jugar amb el FC Barcelona B.

### Màlaga CF
La temporada 2001–02, Arnau va marxar al Màlaga CF a canvi de 2.1 milions d'euros i hi fou també suplent fins a la marxa de Pedro Contreras al Reial Betis el 2003. Posteriorment arribaria a capità de l'equip, i fou titular fins a la temporada 2007–08 a Segona Divisió, quan cedí el lloc a Iñaki Goitia.
Goitia també va ser venut al Betis l'estiu de 2009, però foren comprats Gustavo Munúa i Roberto Santamaría, de manera que Arnau va seguir sent suplent.
Després de la marxa de Munúa, Arnau va jugar el primer partit de la temporada 2010–11 – una derrota per 3–1 a casa contra el València CF – ja que Rodrigo Galatto no estava disponible. Va continuar jugant regularment les setmanes següents, després que el brasiler jugués de forma irregular, i un altre nou fitxatge, Rubén, es lesionés.
Arnau va jugar el seu darrer partit com a professional el 21 de maig de 2011, entrant com a suplent de Willy Caballero en els darrers minuts d'una derrota a casa per 1–3 contra el FC Barcelona, tot i que el Màlaga finalment va mantenir la categoria.

## Palmarès
| Títol                      | Equip                     | Any       |
| -------------------------- | ------------------------- | --------- |
| Campió de l'Europeu Sub-21 | Selecció Espanyola Sub-21 | 1998      |
| Lliga espanyola            | Futbol Club Barcelona     | 1997-1998 |

## Post-retirada
Després de retirar-se, a 36 anys, Arnau va continuar treballant amb el Màlaga entrenant el planter, conjuntament amb el seu excompany d'equip Salva. Va esdevenir el nou director de futbol del Màlaga el 15 de desembre de 2015, substituint Armando Husillos. L'octubre de 2017, després del pobre començament de la temporada amb l'equip en darrer lloc de primera, fou cessat i substituït pel seu predecessor.
Arnau va signar amb el Real Oviedo el 3 de desembre de 2019 en el mateix lloc, amb contracte fins al juny de 2022.
Va morir el 22 de maig de 2021 en un accident en què les hipòtesis apunten a un suïcidi.